# 李鼎祚
李鼎祚（?—?）。資州磐石（今屬四川資中縣）人。唐代經學家。
約生於唐朝中後期，曾讀書天州東四明山，歷唐玄宗、肅宗、代宗三代。仕唐為秘閣學士，以經術稱于時。官至左拾遺、秘書省著作郎、殿中侍御史。唐玄宗幸蜀，獻《平胡論》以討安祿山，召守左拾遺。肅宗乾元元年，又上奏在瀘、晉、渝、合、資、榮等六州界險要之地置昌州。著有《轄珠明鏡式經》、《周易集解》，代宗登位後，獻《周易集解》，為秘書省著作郎，仕至殿中侍御史，死後“資州人士為立四賢堂，繪其像以祀之”。